# Asake
Asake, pseudonimo di Ahmed Ololade (Lagos, 13 gennaio 1995), è un cantante nigeriano.

## Biografia
Nato nello stato di Lagos, ha frequentato l'Obafemi Awolowo University. Asake ha firmato un contratto discografico con la Empire nel luglio 2022, etichetta tramite la quale ha pubblicato l'album in studio d'esordio Mr. Money with the Vibe. Il disco, che ha infranto diversi primati di streaming a livello nazionale, ha fatto l'ingresso nella Official Albums Chart e nella Billboard 200, ed è stato promosso da una tournée. È stato in seguito certificato oro dalla British Phonographic Industry con oltre 100 000 unità equivalenti.
Work of Art, uscito nel giugno 2023, ha replicato il successo commerciale dell'LP predecessore, diventando il secondo disco dell'artista a superare le 60 000 unità nel Regno Unito. A supporto del progetto, l'artista ha imbarcato un tour negli Stati Uniti d'America. È stato candidato ai BRIT Awards 2024 nella categoria di artista internazionale dell'anno, mentre agli MTV Europe Music Awards 2023 ha ricevuto la nomination per due riconoscimenti.
Nell'agosto 2024 viene reso disponibile per il consumo il terzo LP, dal titolo Lungu Boy; il disco ha esordito alla 15ª posizione della classifica LP britannica e alla 115ª di quella statunitense. La traccia MMS, un duetto con Wizkid, ha segnato la sua seconda nomination per il Grammy Award alla migliore interpretazione di musica africana.
Ha inoltre ottenuto nuovamente la candidatura per il BRIT Award all'artista internazionale dell'anno e si è conteso l'American Music Award al miglior artista afrobeats nel maggio 2025. Tre mesi dopo ha ricevuto due nomination per l'MTV Video Music Award al miglior video afrobeats.

## Discografia

### Album in studio
- 2022 – Mr. Money with the Vibe
- 2023 – Work of Art
- 2024 – Lungu Boy

### EP
- 2022 – Ololade

### Singoli
- 2018 – Ayeeza
- 2019 – Kanipe
- 2019 – African Something
- 2020 – Lady
- 2020 – Body
- 2020 – Mr Money
- 2020 – Gegeti (con DJ Xclusive e Young Jonn)
- 2020 – Shanor (con Tuzi e 1da Banton)
- 2020 – Medusa
- 2021 – Don't Hype Me
- 2021 – Yan yan
- 2022 – Omo ope (con Olamide)
- 2022 – Palazzo (con Spinall)
- 2022 – Peace Be Unto You (PBUY)
- 2022 – Bandana (con Fireboy DML)
- 2022 – Terminator
- 2022 – Loaded (con Tiwa Savage)
- 2023 – Yoga
- 2023 – 2:30
- 2023 – Amapiano (feat. Olamide)
- 2023 – Lonely at the Top (solo o con H.E.R.)
- 2023 – Happiness (con Sarz e Gunna)
- 2024 – Only Me
- 2024 – Stubborn (con Victony)
- 2024 – Wave (con Central Cee)
- 2024 – Active (con Travis Scott)
- 2025 – Why Love
- 2025 – 99 (con Olamide, Seyi Vibez e Young John feat. Daecolm)
- 2025 – Gold (con J Hus)
- 2025 – Badman Gangsta (con Tiakola)